# Rhegmoclemina lunensis
Rhegmoclemina lunensis är en tvåvingeart som beskrevs av Haenni och Godfrey 2009. Rhegmoclemina lunensis ingår i släktet Rhegmoclemina och familjen dyngmyggor. Inga underarter finns listade i Catalogue of Life.